# Saint-Victor-Rouzaud
 Saint-Victor-Rouzaud  es una población y comuna francesa, en la región de Mediodía-Pirineos, departamento de Ariège, en el distrito de Pamiers y cantón de Quérigut.

## Demografía
| 179 | 169 | 138 | 161 | 151 | 161 |
| Para los censos de 1962 a 1999 la población legal corresponde a la población sin duplicidades (Fuente: INSEE [Consultar]) |     |     |     |     |     |